# Торенте (град)
Торент (шп. Torrente, вал. Torrent) град је у Шпанији у аутономној заједници Валенсија у покрајини Валенсија. Према процени из 2008. у граду је живело 76.927 становника.

## Становништво
Према процени, у граду је 2008. живело 76.927 становника.
| 1981.  | 1991.  | 2001.  |
| ------ | ------ | ------ |
| 51.762 | 56.564 | 65.417 |

## Партнерски градови
- Benalup-Casas Viejas
- Għarb
- Зебуг